# 愛川郵便局
愛川郵便局（あいかわゆうびんきょく）は神奈川県愛甲郡愛川町にある郵便局。民営化前の分類では集配普通郵便局であった（現在は集配機能を廃止）。

## 概要
住所：〒243-0301 神奈川県愛甲郡愛川町角田145

## 沿革
- 1874年（明治7年） - 田代（たしろ）郵便取扱所として開設[1]。
- 1875年（明治8年）1月1日 - 田代郵便局（五等）となる。
- 1885年（明治18年）10月1日 - 貯金取扱を開始。
- 1890年（明治23年）4月1日 - 為替取扱を開始。
- 1903年（明治36年）3月16日 - 電信事務を開始し、田代郵便電信局となる。
- 1903年（明治36年）4月1日 - 通信官署官制の施行に伴い田代郵便局となる。
- 1958年（昭和33年）9月11日 - 愛川郵便局に改称[2]。
- 1961年（昭和36年）3月31日 - 半原郵便局から電話交換業務を移管。
- 1967年（昭和42年）3月23日 - 電話交換業務を厚木電報電話局に移管。
- 1975年（昭和50年）8月18日 - 愛川町田代から同町角田字箕輪下原に移転。
- 1975年（昭和50年）9月1日 - 中津郵便局から和文電報配達業務を移管。
- 1991年（平成3年）8月1日 - 特定郵便局から普通郵便局に局種別改定。
- 1999年（平成11年） - 外国通貨の両替および旅行小切手の売買に関する業務取扱を開始。
- 2007年（平成19年）10月1日 - 民営化に伴い、併設された郵便事業愛川支店に一部業務を移管。
- 2012年（平成24年）10月1日 - 日本郵便株式会社発足に伴い、郵便事業愛川支店を愛川郵便局に統合。
- 2017年（平成29年）3月21日 - 集配業務を厚木北郵便局に移管し、ゆうゆう窓口を廃止[3]。これにより郵便局専用番号（〒243-0399）も廃止。

## 取扱内容
- 郵便、印紙、ゆうパック、内容証明
- 貯金、為替、振替、振込、国際送金、外貨両替・トラベラーズチェック、国債、投資信託
- 生命保険、バイク自賠責保険、自動車保険
- ゆうちょ銀行ATM

## 周辺
- 愛川町役場
- 愛川町図書館
- 神奈川県立愛川高等学校
- 愛川町立愛川中原中学校
- AGC 相模工場

## アクセス
- 神奈中バス 春日台団地停留所下車
- 首都圏中央連絡自動車道（圏央道） 相模原愛川ICから西へ約6km
- 駐車場あり：28台